# Ze-cheng Dou
Ze-cheng Dou (Henan, China, 22 januari 1997) is een Chinese amateur-golfer. 
Tot 2015 zit Dou nog op school, maar ondertussen speelt hij golf. 

## Amateur
In 2011 won hij twee van de vier jeugdtoernooien (13 en 14-jarigen) van de San Diego Junior Golf Association.

In 2012 won Dou enkele belangrijke toernooien, hij kwalificeerde zich met -3 voor het US Junior Amateur en sinds hij in december 2012 2de werd bij het Chinees Amateur staat de 16-jarige Dou in de top-200 van de wereldranglijst. Hij staat nummer 15 van de Amerikaanse ranking. 
In oktober 2013 won hij het NK Matchplay voor Junioren en kwalificeerde hij zich daardoor voor de 20ste editie van het Volvo China Open. Hij heeft al een studiebeurs gekregen om in 2015 aan de Arizona State University te gaan studeren.

## Gewonnen
- 2011: JWQ1 Charley Hoffman Foundation (-5), JWQ3 Phil Mickelson Junior (-3)
- 2012: China National Amateur Winners, China National Team Championship, Aaron Baddeley International Junior
- 2013: NK matchplay Junioren